# Europese kampioenschappen judo 2006
De Europese kampioenschappen judo 2006 waren de zeventiende editie van de Europese kampioenschappen judo en werden gehouden in Tampere, Finland, van vrijdag 26 mei tot en met zondag 28 mei 2006.

## Deelnemers

### Nederland
De technische staf van de Judo Bond Nederland selecteerde Bryan van Dijk voor deelname aan de EK judo, in de klasse –73 kg. Zijn uitverkiezing ging ten koste van Henri Schoeman.
Mannen
– 60 kg — Ruben Houkes
– 66 kg — Dex Elmont
– 73 kg — Bryan van Dijk
– 81 kg — Guillaume Elmont
– 90 kg — Mark Huizinga
–100kg — Danny Meeuwsen
+100kg — Dennis van der Geest
Vrouwen
–48 kg — Nynke Klopstra
–52 kg — Natascha van Gurp
–57 kg — Dani Libosan
–63 kg — Elisabeth Willeboordse
–70 kg — Edith Bosch
–78 kg — Claudia Zwiers
+78 kg — Carola Uilenhoed

## Resultaten

### Mannen
| Gewichtsklasse | Goud               | Zilver             | Brons                                  |
| -------------- | ------------------ | ------------------ | -------------------------------------- |
| – 60 kg        | Craig Fallon       | Armen Nazarjan     | Ruben Houkes Ludwig Paischer           |
| – 66 kg        | Zaza Kedelashvili  | Benjamin Darbelet  | Andreas Mitterfellner Kynter Rothberg  |
| – 73 kg        | Elnur Mammadli     | Daniel Fernandes   | Bryan van Dijk Salamu Mezhidov         |
| – 81 kg        | Siarhei Shundzikau | Giuseppe Maddaloni | Sergei Aschwanden Guillaume Elmont     |
| – 90 kg        | Ivan Pershin       | David Alarza       | Winston Gordon Roberto Meloni          |
| – 100 kg       | Ruslan Gasymov     | Dániel Hadfi       | Peter Cousins Dimitri Peters           |
| + 100 kg       | Andreas Tölzer     | Janusz Wojnarowicz | Zviadi Khanjaliashvili Tamerlan Tmenov |

### Vrouwen
| Gewichtsklasse | Goud                 | Zilver             | Brons                                   |
| -------------- | -------------------- | ------------------ | --------------------------------------- |
| – 48 kg        | Alina Dumitru        | Neşe Şensoy Yıldız | Michaela Baschin Frédérique Jossinet    |
| – 52 kg        | Telma Monteiro       | Ioana Maria Aluaş  | Ilse Heylen Mareen Kräh                 |
| – 57 kg        | Barbara Harel        | Kifayat Gasimova   | Isabel Fernández Sabrina Filzmoser      |
| – 63 kg        | Sarah Clark          | Lucie Décosse      | Ylenia Scapin Elisabeth Willeboordse    |
| – 70 kg        | Gévrise Emane        | Heide Wollert      | Cathérine Jacques Maryna Pryshchepa     |
| – 78 kg        | Vera Moskalyuk       | Céline Lebrun      | Esther San Miguel Sviatlana Tsimashenka |
| + 78 kg        | Anne-Sophie Mondière | Carola Uilenhoed   | Yuliya Barysik Jelena Ivasjtsjenko      |

## Medaillespiegel
| Plaats | Land                | Goud | Zilver | Brons | Totaal |
| 1      | Frankrijk           | 3    | 4      | 1     | 8      |
| 2      | Rusland             | 3    | 0      | 2     | 5      |
| 3      | Verenigd Koninkrijk | 2    | 0      | 2     | 4      |
| 4      | Duitsland           | 1    | 1      | 3     | 5      |
| 5      | Azerbeidzjan        | 1    | 1      | 0     | 2      |
| 5      | Roemenië            | 1    | 1      | 0     | 2      |
| 7      | Wit-Rusland         | 1    | 0      | 2     | 3      |
| 8      | Georgië             | 1    | 0      | 1     | 2      |
| 9      | Portugal            | 1    | 0      | 0     | 1      |
| 10     | Nederland           | 0    | 1      | 4     | 5      |
| 11     | Italië              | 0    | 1      | 2     | 3      |
| 11     | Spanje              | 0    | 1      | 2     | 3      |
| 13     | Armenië             | 0    | 1      | 0     | 1      |
| 13     | Hongarije           | 0    | 1      | 0     | 1      |
| 13     | Polen               | 0    | 1      | 0     | 1      |
| 13     | Turkije             | 0    | 1      | 0     | 1      |
| 17     | Oostenrijk          | 0    | 0      | 3     | 3      |
| 18     | België              | 0    | 0      | 2     | 2      |
| 19     | Estland             | 0    | 0      | 1     | 1      |
| 19     | Slovenië            | 0    | 0      | 1     | 1      |
| 19     | Zwitserland         | 0    | 0      | 1     | 1      |
| 19     | Oekraïne            | 0    | 0      | 1     | 1      |
| Totaal | Totaal              | 14   | 14     | 28    | 56     |